# The N.W.A Legacy, Vol. 2
The N.W.A Legacy, Vol. 2 är ett samlingsalbum av hiphopgruppen N.W.A, släppt den 27 augusti 2002 på Ruthless Records via Priority Records.

## Låtlista
| Nr           | Titel                                                                             | Originalalbum                       | Längd |
| ------------ | --------------------------------------------------------------------------------- | ----------------------------------- | ----- |
| 1.           | "Hello" (Ice Cube feat. Dr. Dre och MC Ren)                                       | War & Peace Vol. 2 (The Peace Disc) | 3:51  |
| 2.           | "Chin Check" (N.W.A feat. Snoop Dogg)                                             | Next Friday                         | 4:23  |
| 3.           | "Got Ta Hustle" (Ant Banks feat. MC Ren)                                          | Ej tidigare släppt                  | 5:05  |
| 4.           | "Gangstas Make The World Go Round" (Westside Connection)                          | Bow Down                            | 4:32  |
| 5.           | "Lay Low" (Snoop Dogg feat. Nate Dogg, Master P, Butch Cassidy och Tha Eastsidaz) | Tha Last Meal                       | 3:42  |
| 6.           | "Got Beef" (Tha Eastsidaz)                                                        | Tha Eastsidaz                       | 4:10  |
| 7.           | "Wrong Idea" (Snoop Dogg och Bad Azz feat. Kokane och Lil' ½ Dead)                | Personal Business och Tha Last Meal | 4:10  |
| 8.           | "Just Dippin'" (Snoop Dogg feat. Dr. Dre och Jewell)                              | No Limit Top Dogg                   | 3:59  |
| 9.           | "Bitch Please" (Snoop Dogg feat. Xzibit)                                          | No Limit Top Dogg                   | 3:47  |
| 10.          | "Ghetto Fabulous" (Ras Kass feat. Dr. Dre och Mack 10)                            | Rasassination                       | 4:21  |
| 11.          | "Behind the Walls" (Kurupt feat. Nate Dogg)                                       | Oz                                  | 4:26  |
| 12.          | "AmeriKKKa's Most Wanted" (Ice Cube)                                              | AmeriKKKa's Most Wanted             | 4:09  |
| 13.          | "Appetite for Destruction" (N.W.A)                                                | Niggaz4Life                         | 3:07  |
| 14.          | "Born and Raised in Compton" (DJ Quik)                                            | Quik Is the Name                    | 3:23  |
| 15.          | "Eazy-Duz-It" (Eazy-E)                                                            | Eazy-Duz-It                         | 4:17  |
| 16.          | "Ole School Shit" (Eazy-E feat. Dresta, B.G. Knocc Out och Sylk-E. Fyne)          | Eternal E                           | 4:00  |
| 17.          | "Foe tha Love of $" (Bone Thugs-N-Harmony feat. Eazy-E)                           | Creepin on ah Come Up               | 4:10  |
| 18.          | "Get Yo Ride On" (Mack 10 feat. Eazy-E och MC Eiht)                               | The Recipe                          | 3:29  |
| 19.          | "The Grand Finale" (The D.O.C. feat. N.W.A)                                       | No One Can Do It Better             | 4:38  |
| Total längd: | Total längd:                                                                      | Total längd:                        | 74:59 |

### Webbkällor
- Fennessy, Kathleen C.. ”The N.W.A Legacy, Vol. 2”. Allmusic. https://www.allmusic.com/album/the-nwa-legacy-vol-2-mw0000661450. Läst 21 december 2018.